# بنفسج (أسطورة)

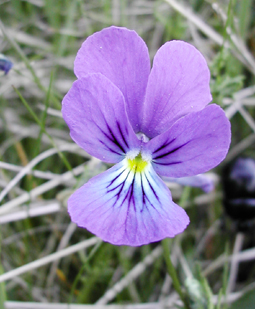
زهرة البنفسج

البنفسج (بالإنجليزية: Violet)‏ كان المعتقد في أساطير الشرق القديم أن زهرة البنفسج نمت من دماء آتيس Attis الذي قتله الخنزير البري. وكان زوجا للالهة الأم العظيمة سبيل. وكان آتيس إله عند الحيثيين نشأت عبادته في بلاد الأناضول وفريجيا. وكان موته وبعثه موضع احتفالات سنوية تجرى في فصل الربيع، وهو شبيه بأدونيس في فينيقيا.
أما في الأساطير اليونانية فقد كانت زهرة البنفسج مقدسة عند الإله آريس، والربة وايو، وارتبطت زهرة البنفسج في التراث المسيحي: بالعذراء مريم. وارتبطت هذه الزهرة أيضا في الأساطير الأوربية بالحزن والعذاب، والألم، والمعاناة وبالموت أيضا. وكان المعتقد أنها تنبت فوق قبور العذاری.